# Сарабия, Хуан Эрнандес
Хуан Эрнандес Сарабия (1880—1962) — полководец Второй испанской республики. Родился в семье мелкого предпринимателя. В 1897 году поступил в артиллерийскую школу, продолжив семейную традицию. Выступал против диктатуры Мигеля Примо де Риверы. Сарабия был другом Мануэля Азаньи, который в 1931 году стал военным министром, а позже и президентом Испании.
Во время гражданской войны в Испании Хуан Эрнандес Сарабия руководил войсками в сражениях у Теруэля и на реке Эбро. Позже, в конце войны был отстранён от командования войсками из-за неудач на фронте. После поражения республиканцев бежал во Францию, а затем в Мексику, где прожил остаток своей жизни.